# Spathius prodicus
Spathius prodicus är en stekelart som beskrevs av Nixon 1943. Spathius prodicus ingår i släktet Spathius och familjen bracksteklar. Inga underarter finns listade i Catalogue of Life.